# ビラル・ウルド＝シフ
ビラル・ウルド＝シフ（Bilal Ould-Chikh、1997年7月28日 - ）は、オランダ・ローゼンダール出身のサッカー選手。FCフォレンダム所属。ポジションはFW。

## クラブ経歴
FCトゥウェンテでプロデビューし、2015年7月30日、SLベンフィカに移籍し、5年契約を結んだ。しかし、トップチームはおろか、Bチームでも2シーズンで11試合の出場に留まった。
2017年7月1日、ベンフィカとの契約満了にともないFCユトレヒトに加入した。
2019年1月31日にデニズリスポルに移籍した。
デニズリスポル退団後、フィテッセのトライアルを受けるも、契約には至らず、2019年8月7日、ADOデン・ハーグと2年契約を結んだ。
2021年12月31日、FCフォレンダムに移籍した。